# 贺龙 (兴和)
贺龙，中华人民共和国政治人物、全国脱贫攻坚先进个人。

## 生平
贺龙任兴和县店子镇朱家营村党支部书记、驻村工作队队长兼第一书记，兴和县委办公室干部。因在脱贫攻坚战中作出突出贡献，2021年2月25日全国脱贫攻坚总结表彰大会上，贺龙被授予“全国脱贫攻坚先进个人”。